# 5406 Jonjoseph
5406 Jonjoseph eller 1991 PH11 är en asteroid i huvudbältet som upptäcktes den 9 augusti 1991 av den amerikanske astronomen Henry E. Holt vid Palomarobservatoriet. Den är uppkallad efter Jonathan Joseph.
Asteroiden har en diameter på ungefär 16 kilometer.